# J-pop-előadók listája
Ez a lista a J-pop előadókat tartalmazza.
| Ábécé szerinti tartalomjegyzék                      |
| --------------------------------------------------- |
| A B C D E F G H I J K L M N O P Q R S T U V W X Y Z |

## !-9

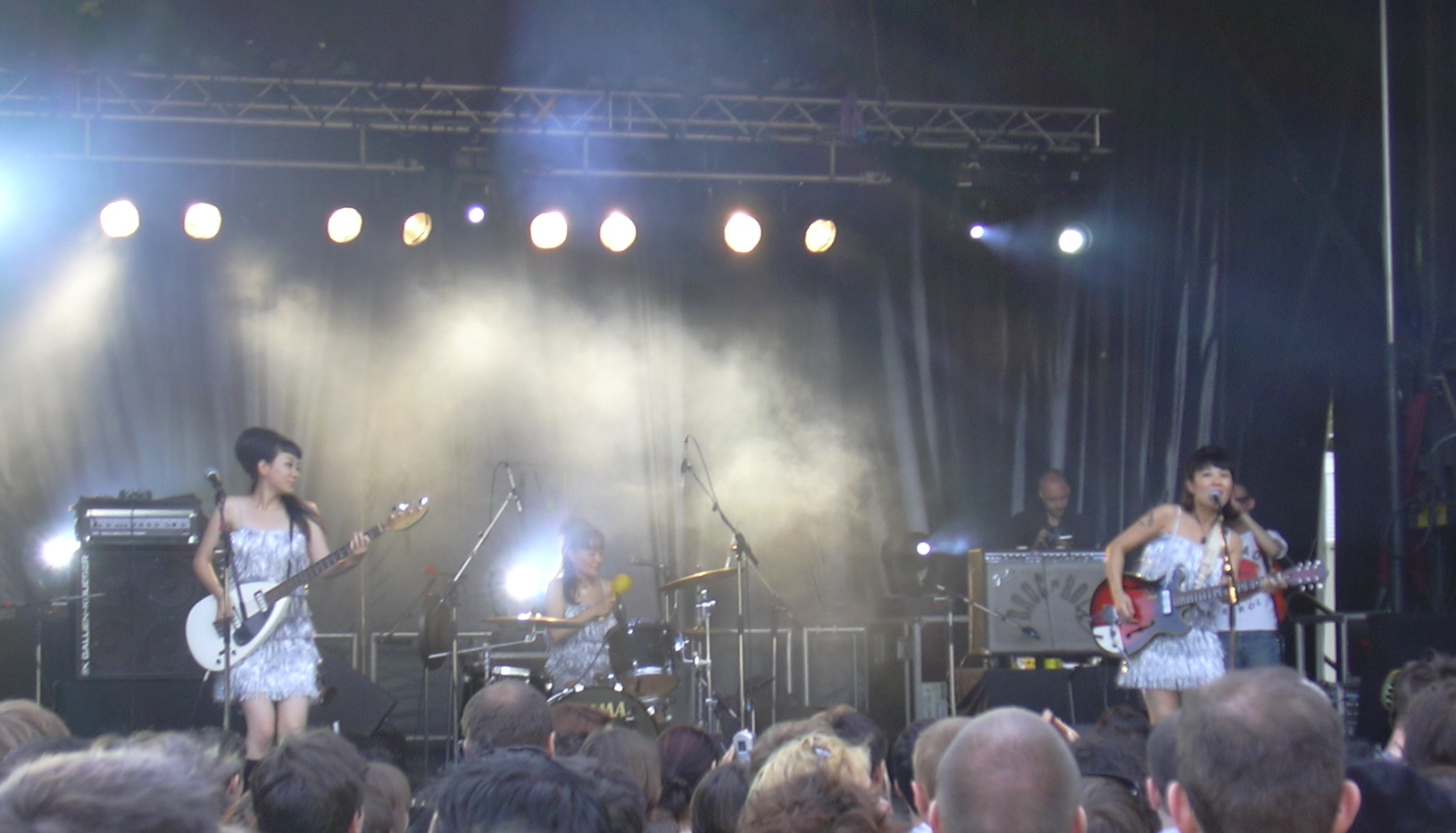
Az 5.6.7.8’s Lillében, 2004 májusában

- 0930
- 10nin Macuri
- 10,000 Promises.
- 11Water
- 175R
- 20th Century
- 2Backka
- 3.6 Milk
- 3B Lab
- 3nin Macuri
- 4D-JAM
- 54-71
- The 5.6.7.8’s
- 7!!
- 7Air
- 7 House
- 7nin Macuri
- 80 pan
- 9nine
- Λucifer

## A

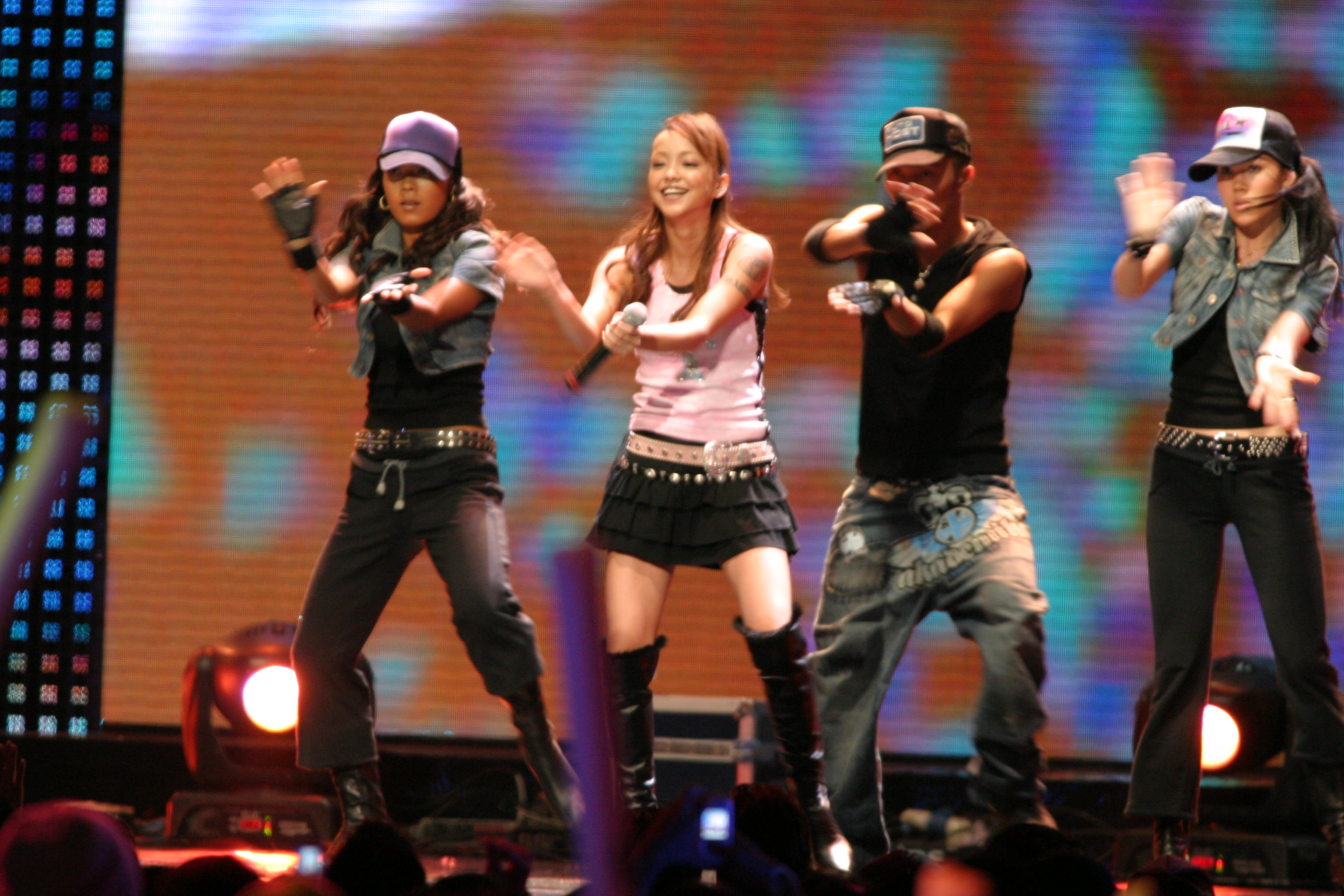
Amuro Namie (balról a második) az MTV Asia Aid rendezvényen Bangkokban, 2005-ben.

- Aa!
- AAA
- Abe Aszami
- Abe Jaszuhiro
- Abe Josiharu
- Abe Mao
- Abe Nacumi
- Absorb
- Access
- A.chi-a.chi
- Aco
- AcQuA-E.P.
- Adam
- AeLL.
- Afilia Saga East
- Afromania
- Agacuma Kajo
- Ai
- Ai-Sachi
- Aida Soko
- Aikava Eri
- Aikava Hiroki
- Aikava Nanasze
- Aiko
- Aili
- Aimer
- Aimoto Kumiko
- Air
- Aira Micuki
- Air Band
- Aiszo Haruhi
- Aiucsi Rina
- Aiucsi Rina & U-ka Szaegusza
- Ajasze Haruka
- Aji
- Ajico
- Ajisai
- Ajusze Kozue
- Akagumi 4
- Akanisi Dzsin
- Akasi Momoka
- Akaszaka Akira
- Akata Miharu
- AKB48
- AKB Idoling!!!
- AKBN 0
- Akebosi
- Ake Tama
- Aki Hitomi
- Akijama Rina
- Akijama Szatoko
- Akino
- Akucu Kentaro
- Aladdin
- Alan
- The Alfee
- Alice
- Aice5
- Ali Project
- Altima
- Alüto
- Amadori
- Amagata Naomi
- Amano Cuki
- Amano Kousei
- Amazons
- Amihama Naoko
- Aming
- Amu
- Amuro Namie
- AN-J
- Anai Juko
- Anamu & Maki
- Andó Júko
- Angela
- Angela Aki
- Anna
- Ann Lewis
- Anny Pump
- Anri
- Anza
- Anzai Hiroko
- Anzai Maria
- Anzen Csitai
- Anzu Szajuri
- Aoi
- Aoi Eir
- Aoiro 7
- Aoi Teruhiko
- Aojama Thelma
- Aonisi Takasi
- Aojama Jóicsi
- Aoki Ai
- Aoki Júko
- Aoki Micsie
- Aqua5
- Aqua Timez
- Arai Akino
- Arai Maszahito
- Arai Ken
- Aragaki Jui
- Arakaki Hitoe
- Araki Makihiko
- Aran Tomoko
- Arasi
- Aria
- Arimacsi Maszahiko
- Artery Vein
- Asian Kung-Fu Generation
- Aska
- Aszada Hanako
- Aszada Maki
- Aszada Mijoko
- Aszada Juszuke
- Aszaka Jui
- Aszakura Aki
- Aszakura Akira
- Aszakura Daiszuke
- Aszakura Miki
- Aszami Juko
- Aszano Juko
- Aszaoka Megumi
- Aszo Nacuko
- Aszo Jóko
- Athena & Robikeroccu
- Auga Jaja
- Ayabie
- Ayaka
- Ayaka × Kobukuro
- Ayane
- Ayaruka
- Azu
- Azuma Aszami
- Azusa

## B

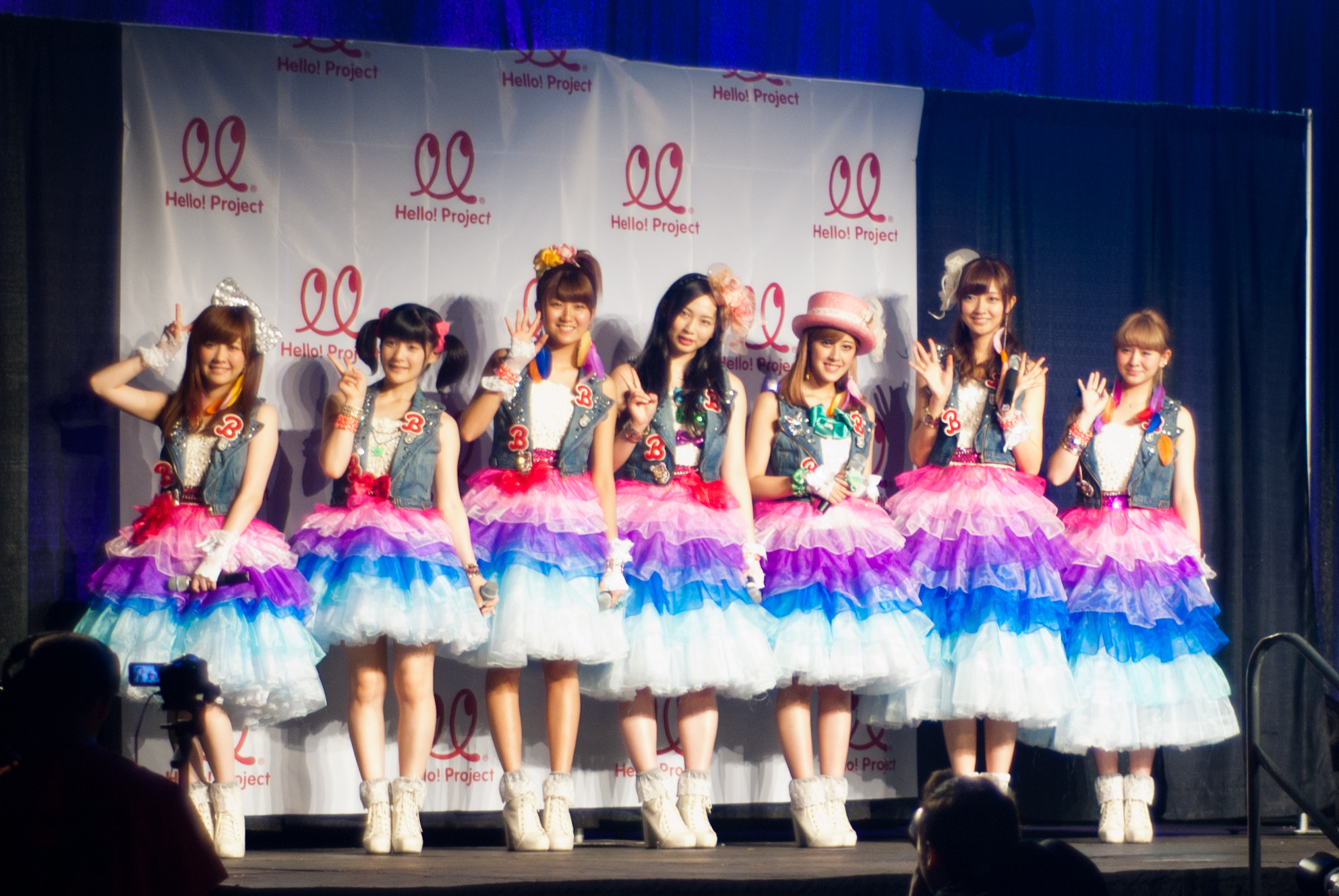
A Berryz Kobo 2012-ben

- Babamania
- Babaroa
- BaBe
- Babymetal
- Back-On
- Balance
- Bareeeeeeeeeen
- Base Ball Bear
- BeForU
- Begin
- Beni
- Bennie K
- Be-ppin
- Berryz Kobo
- Bidzsitodzsi
- Birthday Suit
- Bis
- Black Bisquits
- bless4
- Blueberry
- Bluem of Youth
- Bon-Bon Blanco
- Bonnie Pink
- Bonnó Girls
- Buono!
- Boystyle
- Breath
- Bright
- The Brilliant Green
- B’s Prince
- Bubblegum Brothers
- Bump.y
- Buzy

## C

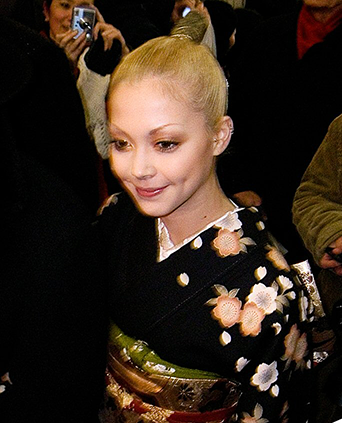
Cucsija Anna a Berlinalén.

- Call
- Candies
- Capsule
- Cha-Cha
- Changin’ My Life
- Chara
- Charcoal Filter
- Charmy Queen
- Chatmonchy
- Chemistry
- Cherish
- Cherry Blossom
- Chimo
- Chocolat
- ChocoLe
- Chocolove from AKB48
- Choice?
- ClariS
- Cliff Edge
- Clip-clop
- Club Prince
- CoCo
- Coconuts Muszume
- Connect
- Cool Joke
- Copter4016882
- CooRie
- Core of Soul
- Cosa Nostra
- Country Muszume
- Cossami
- CQC’s
- Crystal Kay
- Cubakura Juiko
- Cubasza
- Cucsija Anna
- Cucsija Maszami
- Cudszi Ajano
- Cudszi Nozomi
- Cudszi Sion
- Cujuzaki Harumi
- Cunemacu Ajumi
- Cunku
- Cureal
- Curuno Maszaharu
- Curuno Takesi
- Cute
- Cutie Pai
- Cy-Rim rev.

## Cs
- Csaba
- Csihara Minori
- Csiba Szaeko
- Csinen Rina

## D

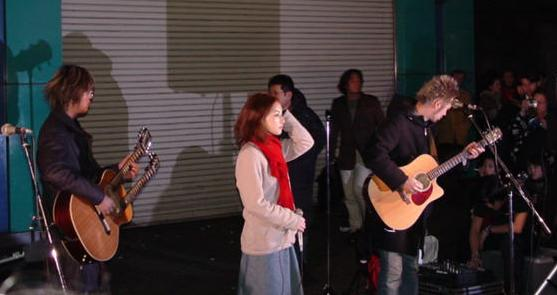
A Do As Infinity egy utcai előadásuk során 2000 környékén

- D.D.D
- D&D
- D-51
- D-Date
- Dance Pop Girls
- Da Pump
- Datecourse
- Day After Tomorrow
- Deen
- Def.Diva
- Dempagumi.inc
- Depapepe
- Dew
- Dicot
- Diva
- DJ Ozma
- Do As Infinity
- Doa
- DoCo
- Dohzi-T
- DokiDoki Dream Campus
- Domino
- Dómoto Cujosi
- Dómoto Kóicsi
- The Do-Nuts
- Dorothy Little Happy
- Dream5
- Dream
- Dream Morning Muszume
- Dreams Come True
- D-Rive
- Dynamite Sakariki Circus

## Dzs
- Dzsjukai
- Dzsun Recu

## E
- E.mu
- Early Morning
- Earth
- Ecomoni
- Elisa
- Emyli
- Eto Rie
- ET-King
- Eu Phoria
- Eve
- Every Little Thing
- eX-Girl
- Exile

## F
- Fairies
- Fairlife
- Fanta Peace
- Favorite Blue
- Faylan
- Fayray
- FictionJunction Yuuka
- Field of View
- Finger 5
- Flame
- Flare
- Flipper’s Guitar
- Flow
- Flower
- Flumpool
- Folder
- Folder 5
- Four Leaves
- French Kiss
- Friends
- fripSide
- Fruit
- Fudzsii Fumija
- Fu-Fu
- Funkist
- Funky Monkey Babys
- Fukada Kjoko
- Fukujama Maszaharu
- Furukawa Júta

## G
- Gackt
- GAM
- Garnet Crow
- The Generous
- Girl Next Door
- Gjaruru
- Glay
- Globe
- Go-Bang’s
- GO!GO!7188
- Gomattó
- Gospellers
- Gospe Rats
- Gotó Maki
- Greeeen
- Guardians 4

## H

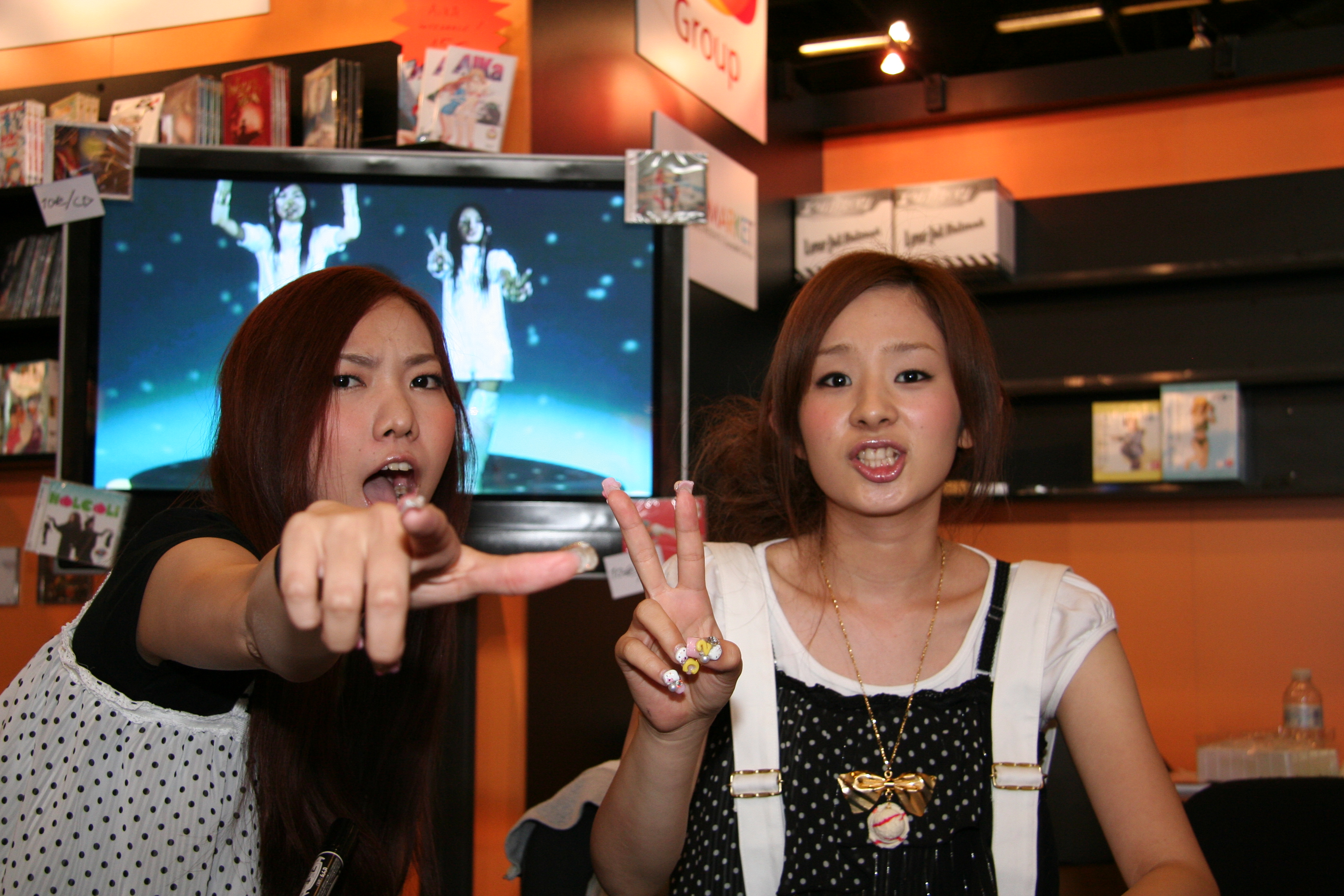
Halca (balra) és Yucali a Halcaliból a 2007-es Japan Expón

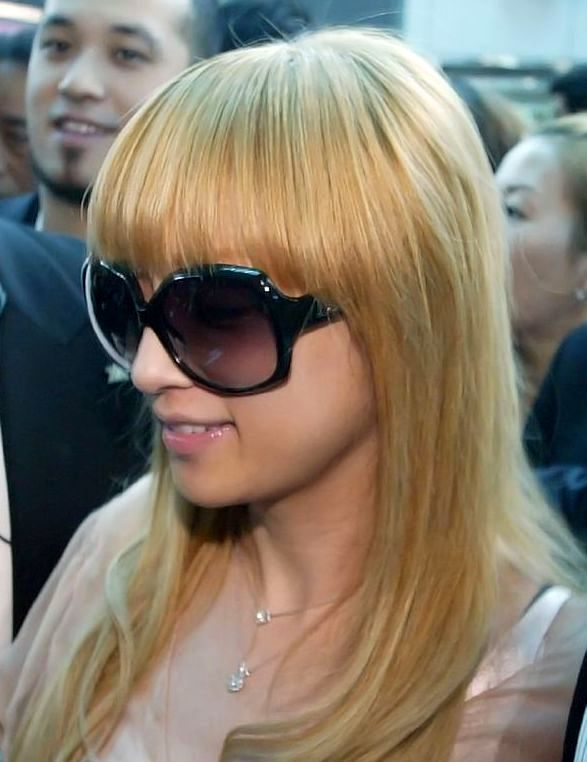
Hamaszaki Ajumi 2007 márciusában

- H&A
- H-Wonder
- Hadzsime Csitosze
- Hanaboy
- Hana Hana
- Hanae Nacsuki
- Hajasi Aszuka
- Hajasibara Megumi
- Hal
- Halcali
- Hamaszaki Ajumi
- Hangry & Angry
- Happiness
- Harada Sindzsi
- Hata Motohiro
- Hearts Grow
- Heartsdales
- Hey! Say! JUMP
- High-King
- Hikaru Genji
- Hikasu
- HIM
- Him-egg
- Hinoi Aszuka
- Hinoi Team
- Hinoucsi Emi
- Hirahara Ajaka
- Hirakavacsi Itcsóme
- Hirai Ken
- Hirano Aja
- Hirao Saki
- Hi’s Cream
- Hiszakava Aya
- Hiszókan
- Hitomi
- Hitoto Jó
- HKT48
- Hókago Princess
- Holly
- Home Made Kazoku
- Honda Minako
- Horie Jui
- Horie Micuko
- Hosimura Mai
- Hotch Potchi
- HR
- HY
- HY4 4YH
- Hysteric Blue

## I
- I Wish
- Ice Creamuszume
- Iceman
- Icsii Szajaka
- Idol College
- Idoling!!!
- Iidzsima Mari
- Iizuka Majumi
- Ikemen’s
- Ikeda Ajako
- Ikimono-gakari
- Iloilo
- Imai Miki
- Inaba Kosi
- The Indigo
- Indigo Blue
- Inagaki Goró
- Isida Joko
- Isii Tacuja
- Isikava Csiaki
- Isikava Rika
- Itano Tomomi
- Itó Juna
- Ivata Szajuri

## J
- Jaen
- Jagita Mai
- Jagucsi Mari to Straw Hats
- Jaida Hitomi
- Jakusidzsi Joko
- Jakusimaru Ecuko
- Jakusimaru Hiroko
- JAM Project
- Jamada Keiko
- Jamagucsi Momoe
- Jamagucsi Riera
- Jamamoto Dzsunicsi
- Jamamoto Dzsunko
- Jamamoto Kjódai
- Jamamoto Maria
- Jamamoto Szajaka
- Jamamura Hibiku
- Jamasita Kumiko
- Jamasita Tacuro
- Jamasita Tomohisza
- Jamasze Mami
- Jamato Nadesiko
- Jamazaki Ajako
- Jamazaki Majumi
- Jamazaki Maszajosi
- Janagi Nagi
- Janavaraba
- Jano Maki
- Jasmine
- Jaszuda Narumi
- Jay’ed
- Jazaka Erika
- Jero
- J-Friends
- Johnnys
- Johnny's WEST
- Jokojama Csisza
- Jokota Haruna
- Jonekura Csihiro
- Jonekura Tosinori
- Jonemicu Miho
- Joriko
- Josida Csika
- Josida Miva
- Josida Takuro
- Josida Tomojo
- Josimoto Mijoko
- Josioka Aika
- Josizava Akie
- Josizava Rie
- Jószei Teikoku
- JtoS
- Jubecu Main Street
- Judy and Mary
- Júgin
- Juju
- Júki Nae
- Juliet
- June
- Jungle Smile
- Jusza Mimori
- Juzu
- Jyongri

## K

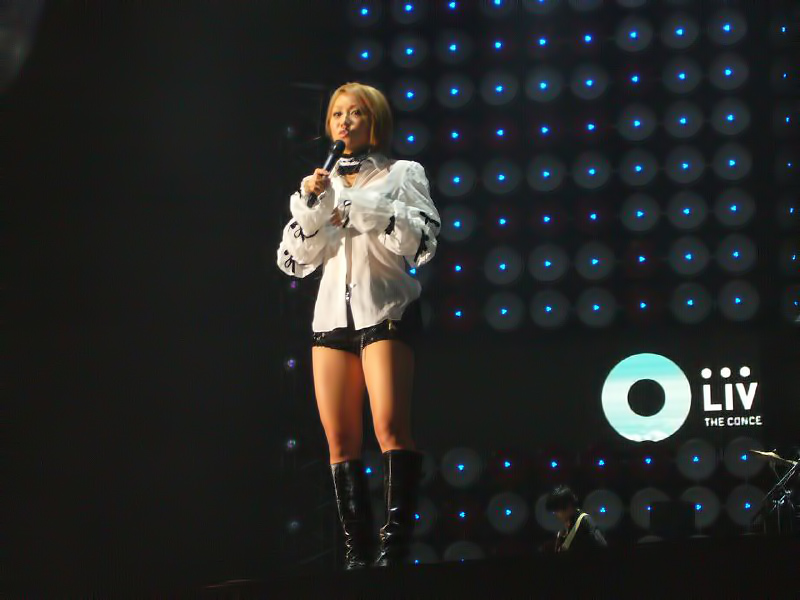
Koda Kumi a Live Earth tokiói állomásán

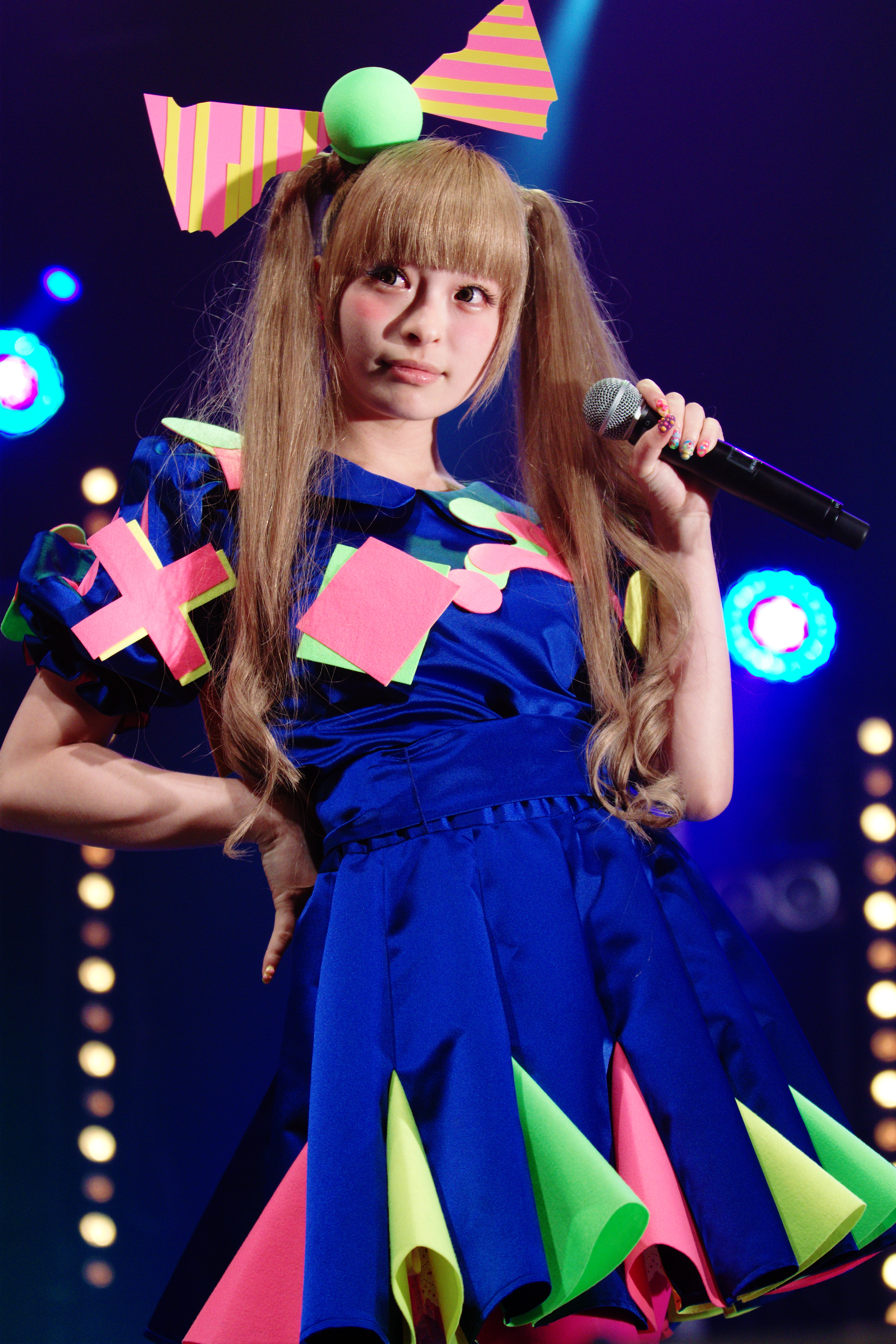
Kyary Pamyu Pamyu 2012-ben

- K.K.Kity
- Kagejama Hironobu
- Kadzsi Meiko
- Kahala Tomomi
- Kahimi Karie
- Kajó Aiko
- Kalafina
- Kamen Rider Girls
- Kamiki Aja
- Kamijama Tomohiro
- Kanjani Eight
- Kanno Jóko
- Karen Girl’s
- Karutetto
- KAT-TUN
- Katakiri Rekka
- Kato Miliyah
- Kavabe Csieko
- Kavada Mami
- Kavasima Ai
- Kavasze Tomoko
- Kavaszumi Ajako
- Kecumeisi
- Key-A-Kiss
- Keyakizaka46
- Key West Club
- Kick the Can Crew
- Kids Alive
- Kidzsi Muna
- Kigurumi
- Kijokiba Sunszuke
- Kikkava Kódzsi
- Kimaguren
- Kimeru
- Kimura Kaela
- KinKi Kids
- Kira Pika
- Kirapodzso
- Kirindzsi
- Kiroro
- Kis-My-Ft2
- Kisimoto Hajami
- Kitade Nana
- Kitty GYM
- Kyary Pamyu Pamyu
- KNU23
- Kobukuro
- Koda Kumi
- Koda Mariko
- KOH+
- Kojanagi Juki
- Kokia
- Kome Kome Club
- Koszaka Riju
- Kotani Kinja
- Kotoko
- Kumaki Anri
- Kuraki Mai
- Kuroki Meisza
- Kusida Akira
- Kuszumi Koharu
- Kuvata Keiszuke

## L
- L’luvia
- Lead
- Leah Dizon
- Le Velvets
- Lia
- Lil’B
- Lilpri
- Lindberg
- LinQ
- Lip’s
- Lisa
- Lisp
- Lita
- Little by Little
- Little Turtles
- Love
- Love Psychedelico
- Lucifer
- Luv and Response
- Luv Deluxe
- Luxis
- Lyra and Ripples

## M

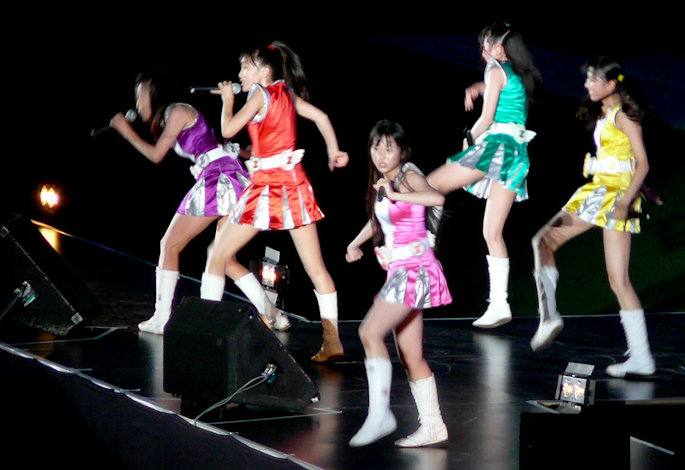
Momoiro Clover Z

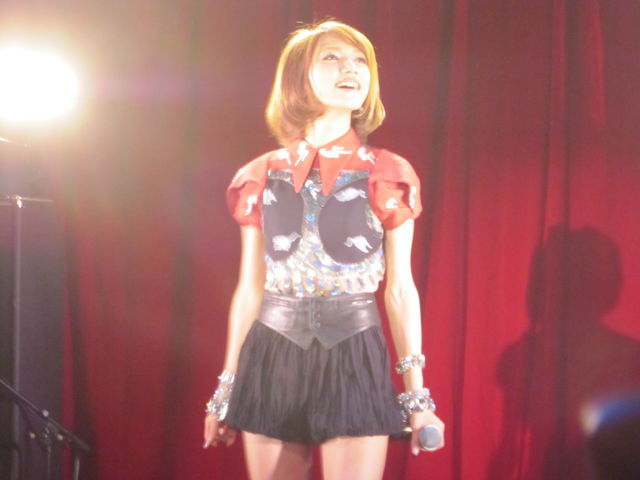
Goto Maki előadás közben 2010. június 3-án

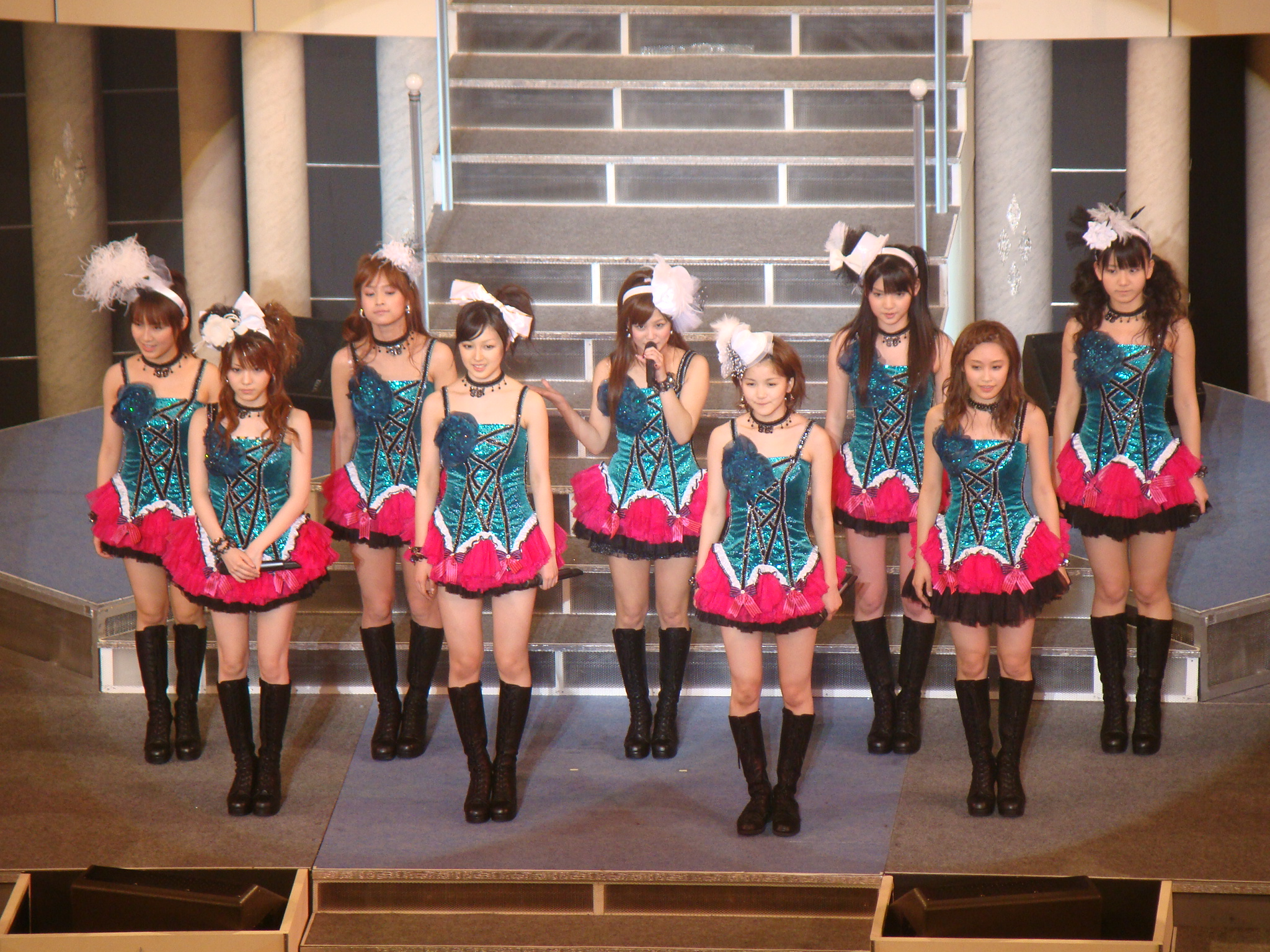
A Morning Muszume a Platinum 9 Tour koncertturné egyik állomásán 2009 tavaszán

- M-Flo
- Macusita Júja
- Macu Takako
- Macuda Szeiko
- Macutoja Jumi
- Macuura Aja
- Maeda Acuko
- Maeda Ai
- Maeda Juki
- Mai
- Mai with AN8
- Makihara Norijuki
- Makin Jui
- Manamino Risza
- Mano Erina
- Marble
- Maria
- Mary Angel
- MarryDoll
- Mavatari Macuko
- MAX
- May J.
- May’n
- May’s
- Mc2
- McKee
- Mebius
- Mell
- Melocure
- Melody
- Melon Kinenbi
- Merry Merry Boo
- Metis
- MiChi
- Midnight Butterfly
- Mihimaru GT
- Mijano Mamoru
- Mijazaki Ajumi
- Mi-Ke
- MilkyWay
- Minabo
- Minami Akina no Super Mild Seven
- Minekava Takako
- Minimoni
- Mink
- Minmi
- MIQ
- Miracle
- Miyagi Band
- Misia
- Misono
- Missing Link
- Mission
- Miszato Aki
- Miura Daicsi
- Miz
- Mizca
- Mizuki Nana
- Momonaki
- Momoi Haruko
- Momoiro Clover Z
- Mongol800
- Monkey Majik
- Morijama Naotaró
- Morikava Miho
- Moritaka Csiszato
- Morning Muszume
- Mother Ninja
- Moumoon
- Move
- Mr. Children
- MUH
- Multi Max
- Musashi’s
- Muszukko Club
- Muraszaki Shikubu
- My Little Lover

## N
- Nacukava Rimi
- Nail
- Nakadzsima Mijuki
- Nakagava Sóko
- Nakahara Mai
- Nakajama Juma w/B.I.Shadow
- Nakajama Miho
- Nakajama Uri
- Nakamori Akina
- Nakanisi Tosio
- Nakasima Mika
- Nanamujika
- Nano Ripe
- Nansiki Globe
- NapsaQ
- NEWS
- Nicsika
- Nisikava Takanori
- Nisino Kana
- NKO Lovers
- NMB48
- no3b
- Nocsiura Nacumi
- Nobodyknows
- Nogizaka46
- Nomija Maki
- No Plan
- Not Yet
- N’s
- Nyangilas
- NYC

## O
- Oda Kazumasza
- Ócuka Ai
- Ócuki Maki
- Odani Miszako
- Ogura Kei
- Ohguro Maki
- Okada Jukiko
- Okazaki Ricuko
- Okaxile
- Okuda Mivako
- Okuda Tamio
- Okui Maszami
- Olivia Lufkin
- On/Off
- Ongaku Gatas
- Onicuka Csihiro
- Onjanko Club
- Onna Lovely
- Ono Lisa
- Onuki Taeko
- Orange Pekoe
- Orange Range
- Osaka Performance Doll
- Osima Hanako
- Osio Kotaro
- OSU
- Otome Corporation
- Ozaki Amii
- Ozava Kendzsi

## P

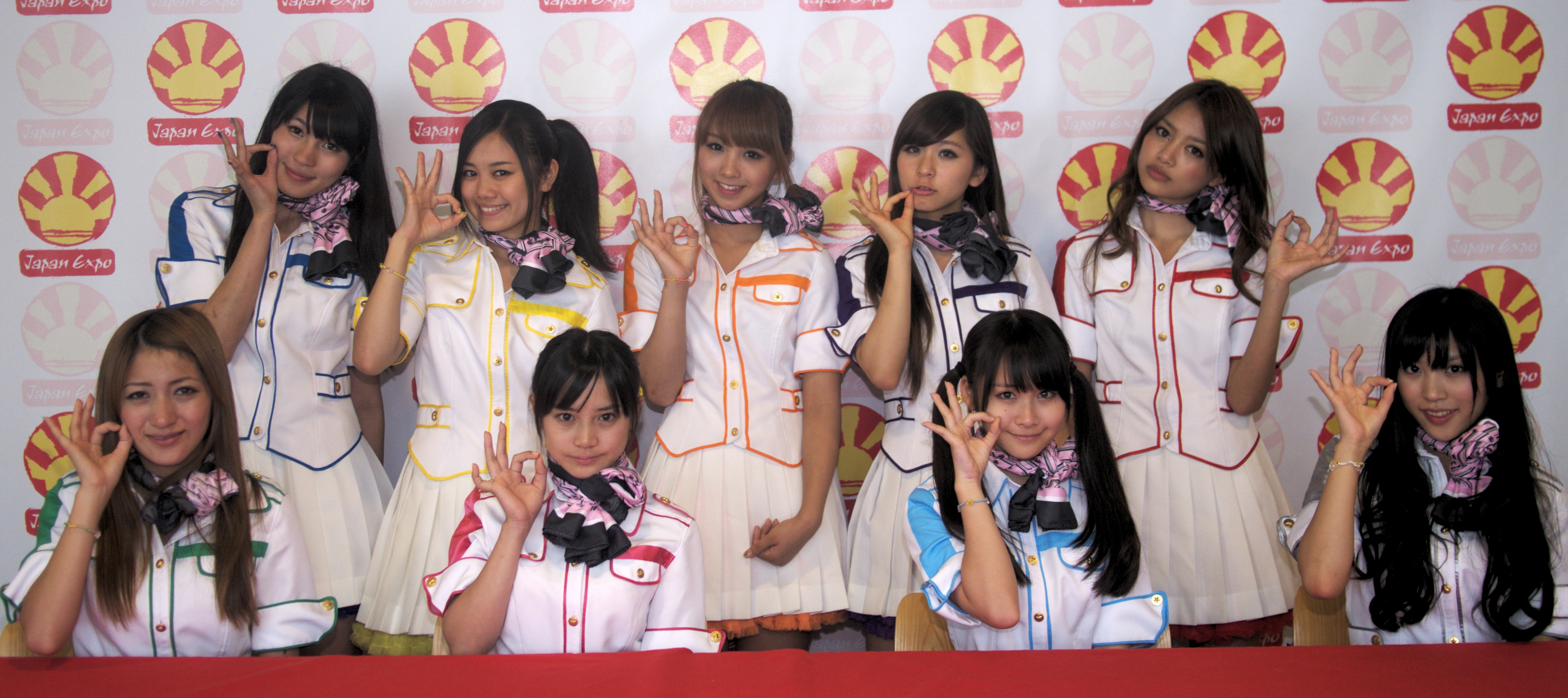
A Passpo a 2011-es Japan Expón

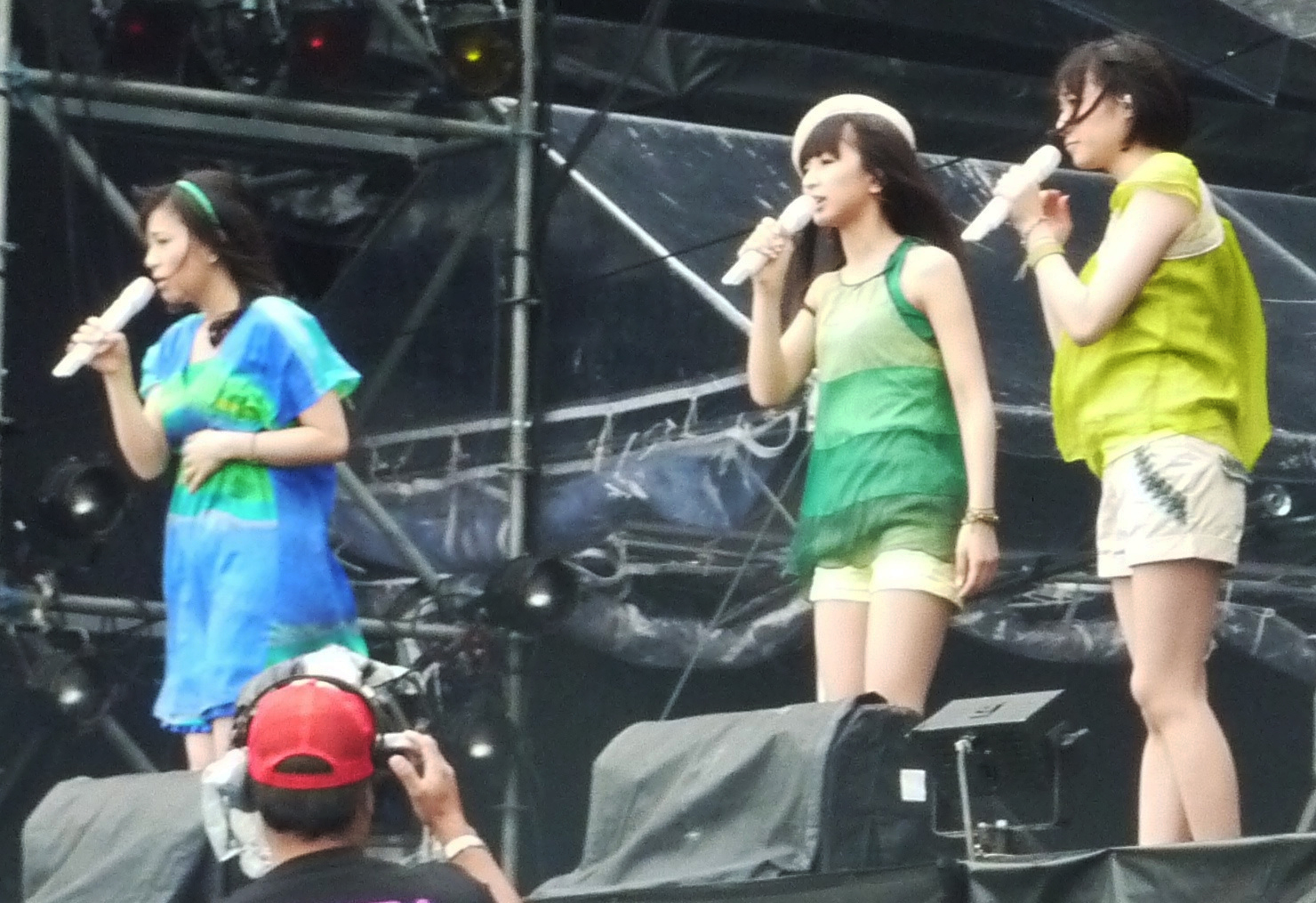
A Perfume a 2009-ben

- Pabo
- PaniCrew
- Paris Match
- Passpo
- Pastel Joker
- Peace
- Peachy’s
- Pengin
- Pepperland Orange
- Perfume
- Petitmoni
- Pink Lady
- Pipo Angels
- Pistol Valve
- Pizzicato Five
- Plastics
- Plime
- Plus
- Poaro
- Pocket Bisquits
- Pony Tail
- Porno Graffitti
- The Possible
- Power Age
- Princess Princess
- Psychic Lover
- Puffy AmiYumi
- PureBoys

## Q
- Queen & Elizabeth
- Quruli

## R
- Ragdoll
- Rag Fair
- Rake
- Rakutensi
- Rats & Star
- Ravex
- Re:Japan
- Remioromen
- Rie fu
- Rinoie Joe
- Rip Slyme
- Rizumu
- Rocky Chack
- Rokko
- Romans
- Romantic Mode
- Round Table
- RSP
- Run&Gun
- Rurutia
- Rythem

## S
- S/mileage
- Salyu
- Sandii & the Sunsetz
- Saori at Destiny
- Say S
- Savage Genius
- Scandal
- The Scanty
- School Food Punishment
- SDN48

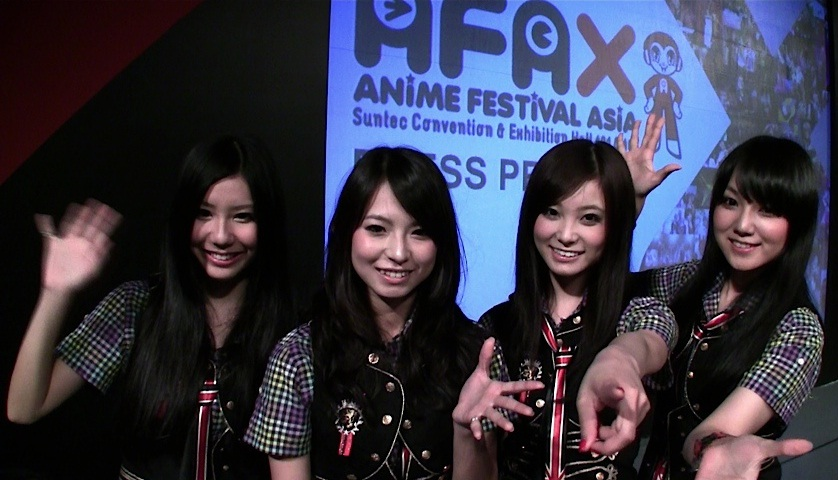
A Scandal 2010 novemberében Szingapúrban. Balról jobbra: Ogava Tomomi, Ono Haruna, Szuzuki Rina és Szaszazaki Mami.

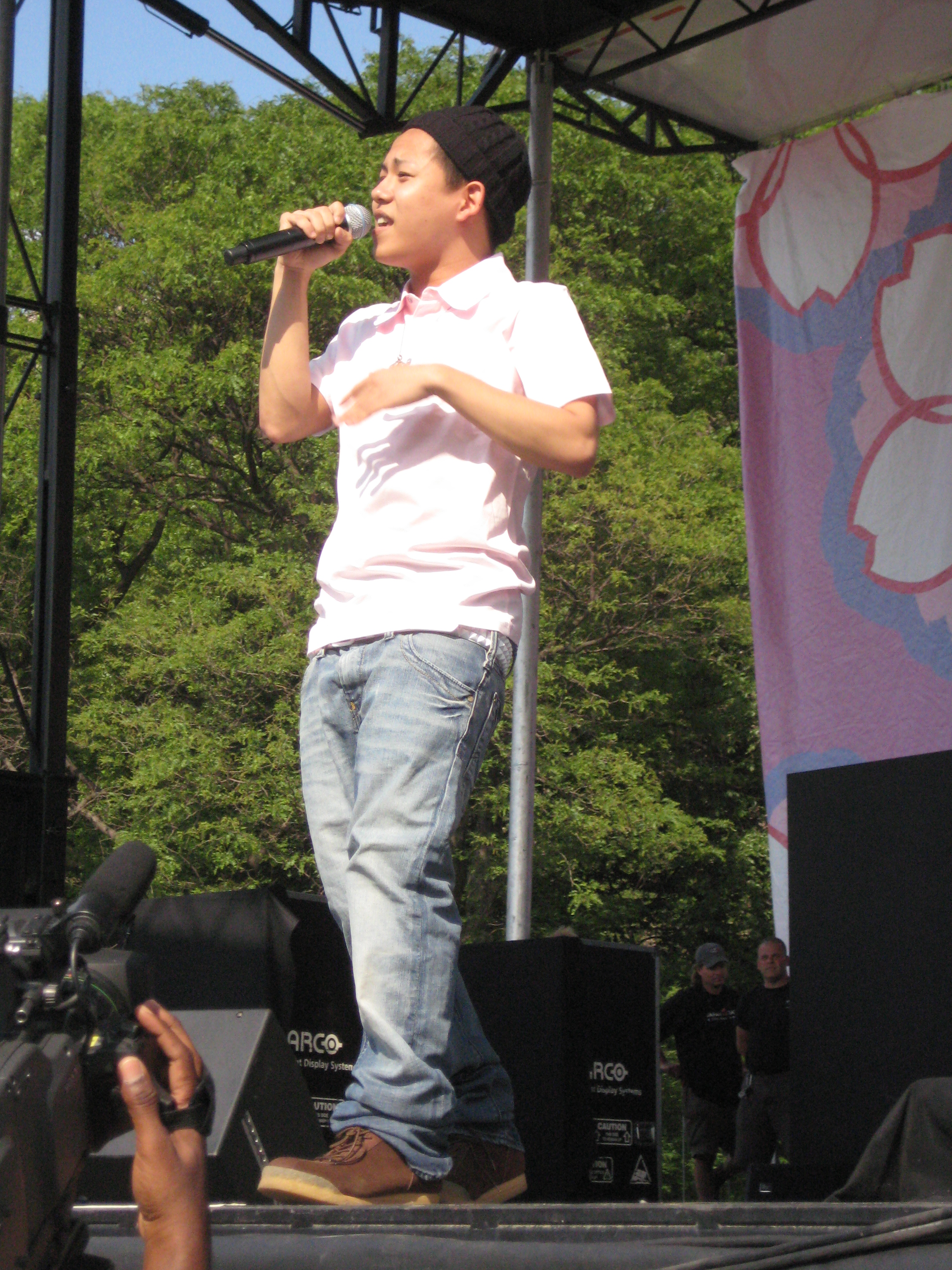
Simizu Sóta a Japan Day 2008 elnevezésű rendezvényen a Central Parkban

- Seagull Screaming Kiss Her Kiss Her
- See-Saw
- Sexy Zone
- Shake
- Shanadoo
- Sharam Q
- Sheki-Dol
- Sherry
- The Shigotonin
- Ships
- Sibaszaki Kó
- Sibata Dzsun
- Sifow
- Sigeoka Daiki
- Siina Ringo
- Sikuramen
- Simabukuro Hiroko
- Simamija Eiko
- Simatani Hitomi
- Simizu Ai
- Simizu Sota
- Simokava Mikuni
- Sinohara Tomoe
- Sinszengumi Rian
- Sintani Rjóko
- Siraisi Nori
- Siricu Ebiszu Csúgaku
- Sisido Rumi
- SKE48
- Sky
- SMAP
- SOFFet
- Soft Ballet
- Sonar Pocket
- Sónen Knife
- Sónentai
- Sonim
- Sophia
- Sorgenti
- Soul Tiger
- Southern All Stars
- Sowelu
- Sparkling Point
- Speed
- Sphere
- Spitz
- Springs
- Stereopony
- Straightener
- Stylips
- Stylish Heart
- Súcsisin
- Sugo Csara Egg!
- Sunny Day Service
- SunSet Swish
- Supercar
- Supercell
- Superfly
- Super Girls
- Super Monkey’s
- Super Navigety’s!
- Survive-Zero
- Sweets

## Sz

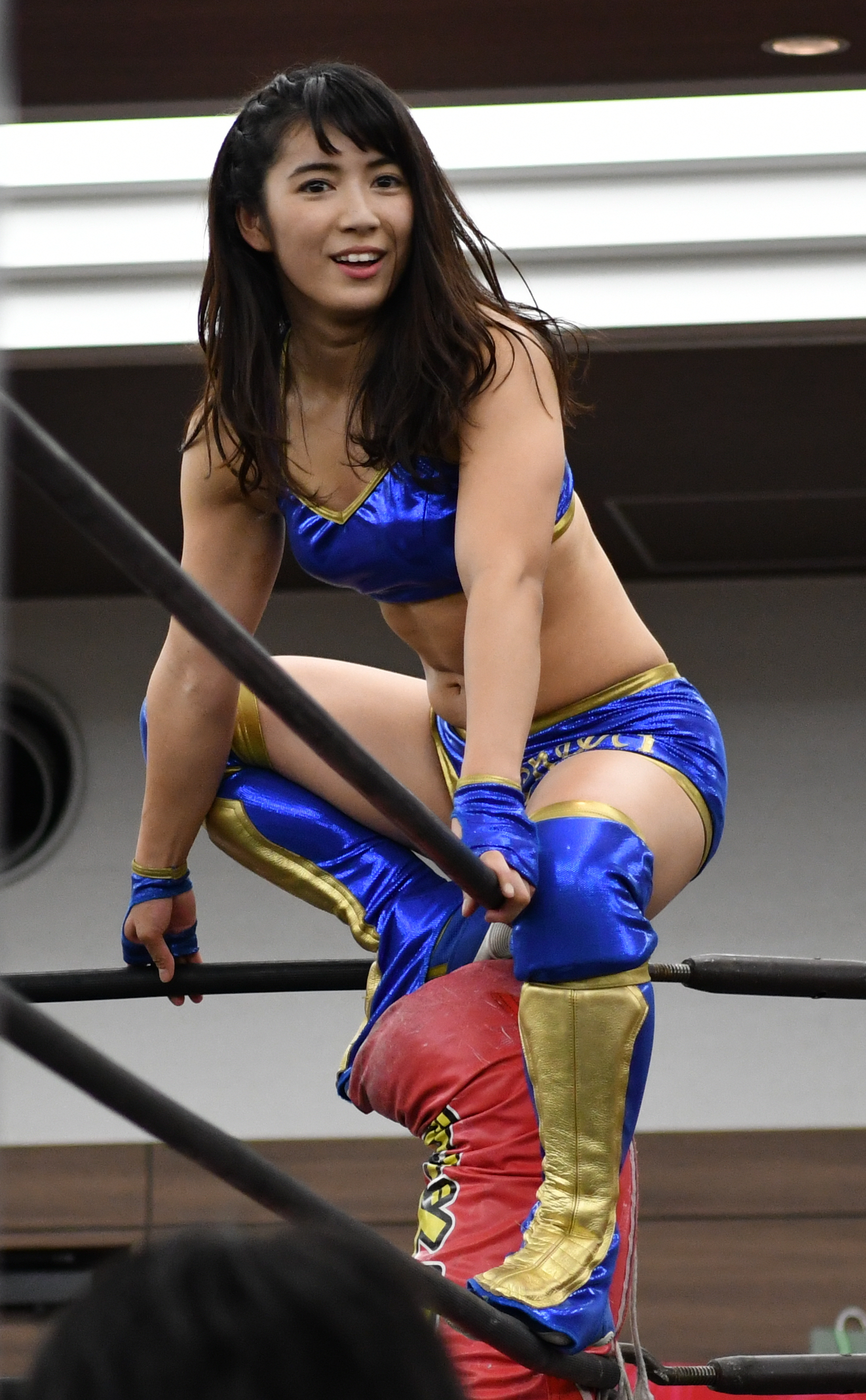
Szaiki Reika, pankrátor és J-pop-idol

- Szada Maszasi
- Szaidzso Hideki
- Szaihuun
- Szaiki Reika
- Szakai Mikio
- Szakai Noriko
- Szakakibara Jui
- Szakamoto Kju
- Szakamoto Maaja
- Szakamoto Miu
- Szakamoto Rjuicsi
- Szakura Gakuin
- Szakura Juki
- Szano Motoharu
- Szatoda Mai
- Szatoda Mai with Gouda Kazoku
- Szató Hiromi
- Szava
- Szavada Kendzsi
- Szavadzsiri Erika
- Szeifuku Kódzsó Iinkai
- Szuga Sikao
- Szukima Switch
- Szuzuki Ami
- Szuzuki Maszajuki

## T

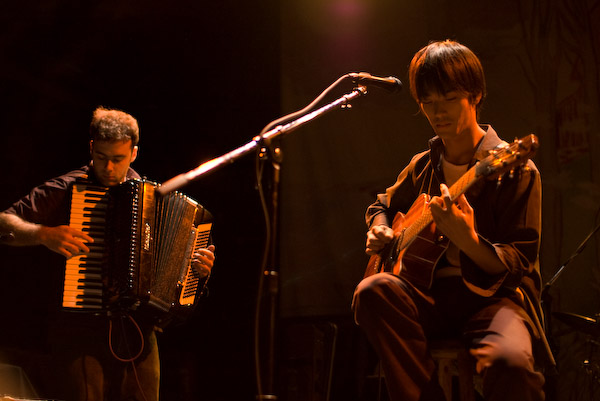
Tokumaru Sugo (jobbra) a Bowery Ballroomban gitározik

- T-Bolan
- T.C. Princess
- T-Pistonz+KMC
- Tackey & Cubasza
- Taijó to Ciscomoon
- Tainaka Szacsi
- Takahasi Hitomi
- Takahasi Joko
- Takeucsi Marija
- Tamaki Nami
- Tamura Eriko
- Tamura Jukari
- Tamurapan
- Tanaka Rie
- Tange Szakura
- Tanimura Nana
- Tanpopo
- Tegomass
- Tennen Sódzso EX
- Teriyaki Boyz
- Terra
- Tesima Aoi
- Tetsuya
- TiA
- Tiaraway
- TM Network
- Togava Dzsun
- Tojoszaki Aki
- Tokio
- Tokió Dzsihen
- Tokito Ami
- Tokumaru Sugo
- Tokunaga Ai
- Tokunaga Hideaki
- Tokyo Cheer2 Party
- Tokyo Girls’ Style
- Tokyo Performance Doll
- Tokyo Q Channel
- Tomacu Haruka
- Tomato n’Pine
- Tomboy
- Tomita Maho
- Tommy Angels
- Tomoiki Ki vo Uetai
- Tomo to Suzanne
- Tomoszaka Rie
- Tone Mariko
- Tonooka Erika
- TPD Dash!!
- TRF
- Triangle
- Trio the Shakiiin
- Tube
- Tune’s
- Twice
- Twill
- Twinklestars
- Two of Us
- Two-Mix
- Two Tops

## U

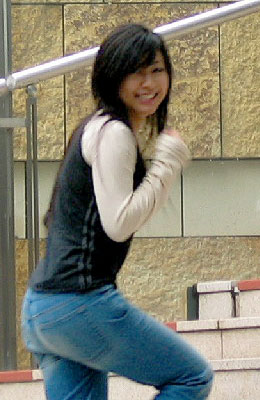
Utada Hikaru 2004-ben

- U-ka szaegusza IN db
- Ua
- Ucumi Kazuko
- Ucsida Juki
- Ueda Aimi
- Ueda Hiroe
- Ueda Kana
- Uehara Azumi
- Uehara Makiko
- Uehara Nami
- Uehara Takako
- Uemura Kana
- Ueno Kodzsi
- Ueto Aja
- U-ka Szaegusa in dB
- Ulfuls
- Ul-Says
- UltraCats
- Ultra-Prism
- Unistyle
- Urakabe Tae
- Urata Naoja
- Usirogami Hikaretai
- Usirojubi Szaszaregumi
- Uszami Jukari
- Utacuki Kaori
- Utada Hikaru
- Utayacco
- Utoku Keiko
- Uverworld

## V
- v-u-den
- V6
- Vada Akiko
- Vada Kódzsi
- Vakaba
- Vakui Emi
- Valshe
- Vanilla Beans
- Vanilla Mood
- Vanilla Shakers
- Van Tomiko
- Varabe
- Vatanabe Csiaki
- Vatanabe Keiko
- Vatanabe Marina
- Vatanabe Minajo
- Vatanabe Miszato
- Vatariróka Hasiritai
- Vatasze Maki
- Veil
- Velvet Garden
- Venus
- Viccess
- ViVA!
- Vizion
- Vocaland

## W
- W
- Whoops!!
- W-inds
- WaT
- Weather Forecast
- West Side
- Whiteberry
- Will
- Will Call
- Wink
- Winnie
- Wino
- Wonderful Girls
- Wyse

## X
- XL

## Y
- Ya-kyim
- Yazima Beauty Salon
- Ya-ya-yah
- Yellow Cherry
- Yellow Generation
- Yoji
- Younha
- You ni Micuru
- Yozuca
- Yozurino
- Yui
- YuiKaori
- Yuka
- Yukana
- Yuki
- Yu-ki
- Yukie
- Yuri
- Yuria
- Yurimari
- Yuuki
- Yu Yamda
- YVE
- Yvonne Sisters
- Y’z Factory

## Z
- Z-1
- Za Bon
- Zard
- Zecubó Sódzsotacsi
- Zebra Queen
- Zero
- Zoey
- Zoie
- Zone
- Zoo
- Zusi Szankjódai
- Zutto
- ZYX
- ZZ